# RCH in het seizoen 1968/69
Het seizoen 1968/1969 was het 14e jaar in het bestaan van de Heemsteedse betaaldvoetbalclub RCH. De club kwam uit in de Nederlandse Eerste divisie en eindigde daarin op de 11e plaats. Tevens deed de club mee aan het toernooi om de KNVB beker, hierin werd in de derde ronde verloren van D.F.C. (1–2).

## Wedstrijdstatistieken

### Eerste divisie
|       | Blauw-Wit | FC Den Bosch '67 | SC Cambuur | D.F.C. | Eindhoven | Elinkwijk | Haarlem | Helmond Sport | Heracles | HVC   | RBC   | SVV   | Veendam | Vitesse | De Volewijckers | Wageningen | Willem II |
| ----- | --------- | ---------------- | ---------- | ------ | --------- | --------- | ------- | ------------- | -------- | ----- | ----- | ----- | ------- | ------- | --------------- | ---------- | --------- |
| Thuis | 2 – 2     | 1 – 2            | 0 – 2      | 1 – 0  | 4 – 3     | 3 – 0     | 2 – 2   | 1 – 0         | 1 – 1    | 1 – 0 | 1 – 0 | 4 – 3 | 3 – 0   | 1 – 0   | 0 – 2           | 2 – 0      | 2 – 1     |
| Uit   | 1 – 1     | 2 – 2            | 4 – 1      | 2 – 1  | 1 – 1     | 2 – 0     | 1 – 0   | 1 – 1         | 0 – 0    | 2 – 0 | 4 – 1 | 1 – 0 | 4 – 3   | 2 – 2   | 0 – 0           | 1 – 1      | 4 – 0     |

### KNVB beker
| 1e ronde                                          | RCH                  | 2 – 1 (1 – 1)                         | Willem II                                 |
| 15 september 1968 Plaats: Heemstede Sportparklaan | Dick Meijer 40', 48' |                                       | 26' Rini Mettes                           |
| 2e ronde                                          | RCH                  | 1 – 1 (0 – 1, 1 – 1) Na strafschoppen | Helmond Sport                             |
| 10 november 1968 Plaats: Heemstede Sportparklaan  | Ton Smit 18'         |                                       | 63' Wim van den Berk                      |
| 3e ronde                                          | RCH                  | 0 – 2 (0 – 1)                         | D.F.C.                                    |
| 9 maart 1969 Plaats: Heemstede Sportparklaan      |                      |                                       | 30' Jan van Sluijsdam 74' Josip Šimoković |

## Statistieken RCH 1968/1969

### Eindstand RCH in de Nederlandse Eerste divisie 1968 / 1969
| Stand | Gespeeld | Gewonnen | Gelijk | Verloren | Punten | Doelpunten voor | Doelpunten tegen |
| ----- | -------- | -------- | ------ | -------- | ------ | --------------- | ---------------- |
| 11e   | 34       | 11       | 11     | 12       | 33     | 43              | 50               |

### Topscorers
| #      | Naam               | Goal |
| ------ | ------------------ | ---- |
| 1.     | Gerrie de Goede    | 11   |
| 2.     | Dick Meijer        | 10   |
| 3.     | René Pas           | 8    |
| 4.     | Ton Smit           | 4    |
| 5.     | Hennie Oldenziel   | 3    |
| 6.     | Chris Croes        | 1    |
| 6.     | Jan van Doesselaar | 1    |
| 6.     | Hans Driessen      | 1    |
| 6.     | Cees Mooij         | 1    |
| 6.     | Johan Neeskens     | 1    |
| 6.     | Jimmy van Tongeren | 1    |
| 6.     | Jan Villerius      | 1    |
| Totaal | Totaal             | 43   |

| #      | Naam        | Goal |
| ------ | ----------- | ---- |
| 1.     | Dick Meijer | 2    |
| 2.     | Ton Smit    | 1    |
| Totaal | Totaal      | 3    |